# Humanitäres Völkerrecht
Das humanitäre Völkerrecht (englisch International Humanitarian Law, kurz IHL) umfasst diejenigen Regeln des Kriegsvölkerrechts, die im Fall eines Krieges oder eines anderen internationalen bewaffneten Konflikts den weitestmöglichen Schutz von Menschen, Gebäuden und Infrastruktur sowie der natürlichen Umwelt vor den Auswirkungen der Kampfhandlungen zum Ziel haben.
Das humanitäre Völkerrecht betrifft damit das als ius in bello ‚Recht im Kriege‘ bezeichnete Kriegsführungsrecht, wohingegen unter der Bezeichnung ius ad bellum ‚Recht zum Kriege‘ Regelungen hinsichtlich der Rechtswidrigkeit oder Rechtmäßigkeit internationaler bewaffneter Konflikte verstanden werden. Mit nichtinternationalen bewaffneten Konflikten befasst sich das humanitäre Völkerrecht in seiner gegenwärtigen Form nur sehr eingeschränkt. Darüber hinaus sind nur einige wenige Regelungen des humanitären Völkerrechts, wie beispielsweise die Bestimmungen zur Verwendung von Schutzzeichen, bereits in Friedenszeiten von Bedeutung.
Hinsichtlich seiner Entstehung und historischen Entwicklung, seiner Theorie und Systematik sowie seiner Verbreitung und Akzeptanz ist das humanitäre Völkerrecht ein sehr heterogener und komplexer Bereich des internationalen Rechts. Es umfasst neben einer Reihe von Bestimmungen, die in Form von völkerrechtlichen Verträgen festgelegt wurden, in weiten Teilen auch ungeschriebene Prinzipien, die als Völkergewohnheitsrecht allgemeine Gültigkeit erlangt haben. Das humanitäre Völkerrecht enthält unter anderem Regeln zu zulässigen Mitteln und Methoden der Kriegführung, zur Behandlung geschützter Personen wie beispielsweise verwundeten Soldaten, Kriegsgefangenen und Zivilpersonen, zum Schutz von Kulturgütern und anderen baulichen Einrichtungen sowie ansatzweise Bestimmungen hinsichtlich der strafrechtlichen Verfolgung von Kriegsverbrechen. Die aus historischer und inhaltlicher Sicht wichtigsten Regelungen des humanitären Völkerrechts sind die Genfer Konventionen mit ihren Zusatzprotokollen sowie die Haager Abkommen.

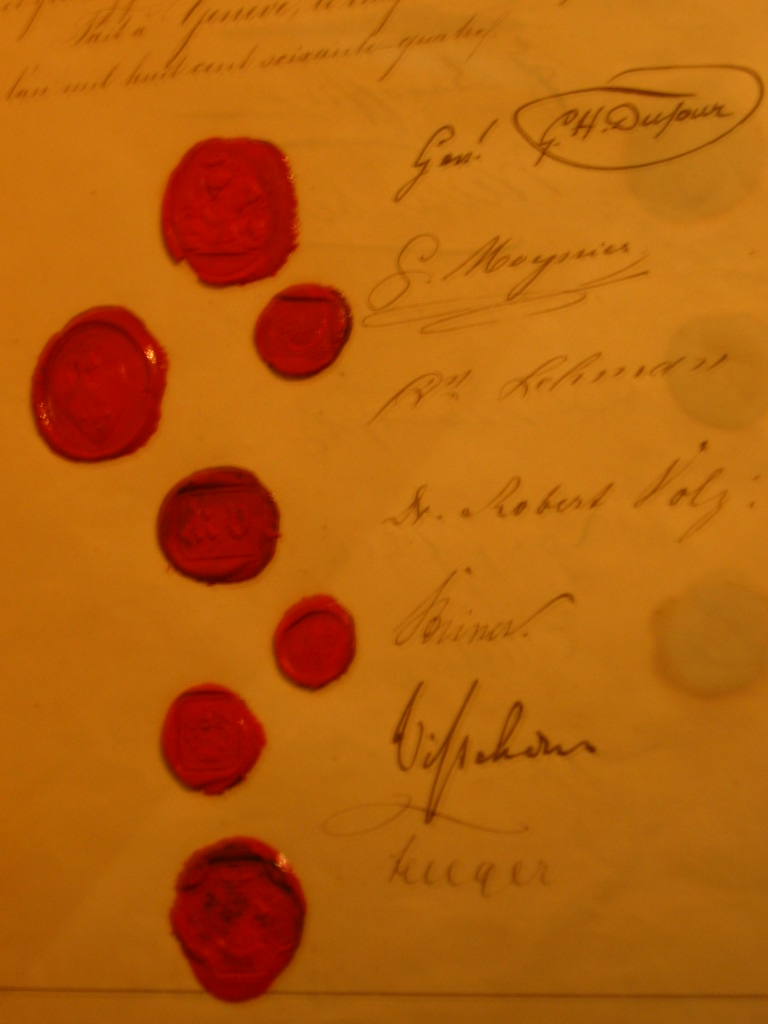
Unterschriften einiger Delegierter auf der Genfer Konvention von 1864

## Grundlegende Prinzipien
Die Regeln des humanitären Völkerrechts definieren für Kriege und andere internationale bewaffnete Konflikte und die damit verbundenen Handlungen zeitliche, räumliche, sachliche sowie personelle Grenzen. Allgemeine Grundlage aller Bereiche des humanitären Völkerrechts sind dabei eine Reihe von Prinzipien, deren gewohnheitsrechtliche Gültigkeit seit langem anerkannt ist. Die in den verschiedenen Abkommen vertragsrechtlich festgelegten Regeln dienen oft der Präzisierung dieser Prinzipien beziehungsweise ihrer Anwendung auf spezielle Rechtsbereiche. Ein in diesem Zusammenhang wichtiger Grundsatz ist die nach dem russischen Diplomaten und Völkerrechtsexperten Friedrich Fromhold Martens benannte Martens’sche Klausel. Diese gibt für Situationen in bewaffneten Konflikten, die nicht ausdrücklich durch geschriebenes internationales Recht geregelt sind, die feststehenden Gebräuche, die Grundsätze der Menschlichkeit und die Forderungen des öffentlichen Gewissens als Maßstäbe zur Bewertung von Handlungen und Entscheidungen vor.
Ein zentraler Grundsatz in vielen Bereichen des humanitären Völkerrechts ist das Prinzip der militärischen Notwendigkeit. Dies bedeutet, dass jede militärische Maßnahme im Rahmen eines internationalen bewaffneten Konflikts in der Art ihrer Ausführung, ihrem zeitlichen und räumlichen Umfang sowie ihren zu erwartenden Auswirkungen aufgrund der konkreten militärischen Strategie und Taktik geboten sein muss. Unter diesen Aspekten nicht notwendige militärische Handlungen haben somit zu unterbleiben. Andere wichtige Regelungen betreffen die Vermeidung unnötigen Leids und ein dementsprechendes Verbot des Einsatzes von Waffen, Geschossen und Material sowie Methoden der Kriegführung, die geeignet sind, überflüssige Verletzungen oder unnötige Leiden zu verursachen.
Hinsichtlich der Frage nach der Berechtigung zur Teilnahme an Feindseligkeiten, einschließlich Schädigungshandlungen, unterscheidet das humanitäre Völkerrecht im internationalen bewaffneten Konflikt zwischen Kombattanten, also Personen, die unmittelbar an Feindseligkeiten teilnehmen und bewaffnete Schädigungshandlungen gegen militärische Ziele vornehmen dürfen, und Nichtkombattanten, also allen Personen, denen diese Berechtigung fehlt. Die Angehörigen der Streitkräfte einer am Konflikt beteiligten Partei mit Ausnahme des Sanitäts- und Seelsorgepersonals sind Kombattanten. Die Nichtkombattanten sind in der Regel völkerrechtlich besonders geschützt. Zu den geschützten Personen zählen neben Angehörigen des Sanitäts- und Seelsorgepersonals der Streitkräfte vor allem Zivilpersonen. Darüber hinaus ist jede Konfliktpartei verpflichtet, bei ihren Handlungen die Unterscheidung zwischen militärischen Zielen einerseits und Zivilisten und zivilen Objekten andererseits sicherzustellen. Der Einsatz von unterschiedslos wirkenden Waffen ist demzufolge ebenso verboten wie Kampfmethoden, die nicht zwischen militärischen und zivilen Zielen unterscheiden.
Verstöße gegen die gewohnheitsrechtlich bestehenden oder durch Verträge fixierten Regeln des humanitären Völkerrechts sind rechtswidrig. Nicht jeder Verstoß stellt jedoch hinsichtlich seiner Schwere ein Kriegsverbrechen dar. Als solche werden im Allgemeinen nur besonders schwerwiegende Verstöße bewertet und entsprechend auf der Grundlage von Völkerrecht, insbesondere des Rom-Statuts des Internationalen Strafgerichtshofs vom 17. Juli 1998, oder nationalem Recht wie dem deutschen Völkerstrafgesetzbuch vom 26. Juli 2002 juristisch verfolgt.
Bei Repressalien handelt es sich hingegen um rechtmäßige Nichtbeachtungen von kriegsvölkerrechtlichen Bestimmungen durch eine Konfliktpartei in Zeiten internationaler bewaffneter Konflikte, die als Reaktion auf Rechtsverletzungen der anderen Konfliktpartei vorgenommen werden mit dem Ziel, die Gegenseite zur Einstellung des Rechtsverstoßes und zur Einhaltung der betreffenden Bestimmungen zu bewegen. Repressalien sind kein „Vergeltungsmittel“, sondern ein völkerrechtliches Beugemittel zur Rechtsdurchsetzung beziehungsweise Rechtswiederherstellung. Geheim oder unter Täuschung über den Urheber durchgeführte Maßnahmen sind keine Repressalien, da sie den Beugezweck nicht erreichen können. Repressalien dürfen nur als „ultima ratio“, das heißt nach Fehlschlagen eines Versuchs der gütlichen Streiterledigung und nach vorheriger Androhung angeordnet werden. Repressalien müssen hinsichtlich Umfang und Schwere dem Verstoß des Gegners angemessen sein und darüber hinaus Erwägungen der Menschlichkeit Rechnung tragen. Liegen die Voraussetzungen einer Repressalie vor, so handeln die ausführenden Soldaten nicht völkerrechtswidrig und werden nicht bestraft.
Im gegenwärtigen humanitären Völkerrecht gibt es eine Reihe von vertraglichen Repressalienverboten für internationale bewaffnete Konflikte. Ausdrücklich verboten sind hierdurch Repressalien gegen Verwundete, Kranke und Schiffbrüchige, Sanitäts- und Seelsorgepersonal, Sanitätseinrichtungen und -material, Kriegsgefangene, Zivilpersonen, Privateigentum von Zivilpersonen in besetzten Gebieten und Angehörige des gegnerischen Staates im eigenen Staatsgebiet, für die Zivilbevölkerung lebensnotwendige Objekte, die natürliche Umwelt, Anlagen und Einrichtungen, die Kräfte gefährlicher Art enthalten, sowie Kulturgut. Außerdem verbietet das humanitäre Völkerrecht den Einsatz von Minen, Sprengfallen und andere Vorrichtungen als Repressalie gegen die Zivilbevölkerung als solche oder gegen einzelne Zivilpersonen oder zivile Objekte. Die Entwicklung des humanitären Völkerrechts weist in Richtung völkergewohnheitsrechtlicher Repressalienverbote in Zeiten nichtinternationaler bewaffneter Konflikte, die dem Kernbereich der Repressalienverbote, die für den internationalen bewaffneten Konflikt existieren, entsprechen.

## Rechtshistorische Entwicklung

### Die Anfänge im 19. Jahrhundert

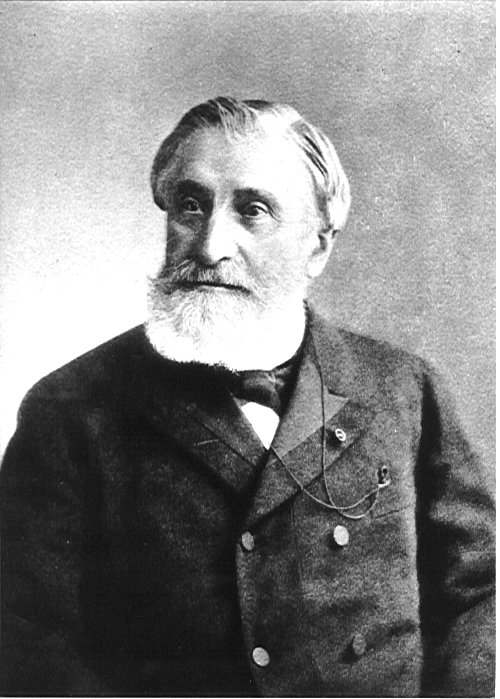
Gustave Moynier, Mitbegründer des Internationalen Komitees vom Roten Kreuz und des Institut de droit international

Früheste Abhandlungen zu Verhaltensregeln im Krieg finden sich bereits in mittelalterlichen Veröffentlichungen, so dem um 1360 erschienenen Werk Tractatus de Bello, de Represaliis et de Duello des italienischen Juristen Giovanni da Legnano. Neben grundsätzlichen Erwägungen zu rechtmäßigen Gründen für einen Krieg enthielten seine Ausführungen auch Vorgaben zur Behandlung von Kriegsgefangenen und von Nichtkombattanten. Weitere frühe Werke, die sich ähnlichen Überlegungen widmeten, waren das 1563 veröffentlichte De Re Militari et Bello Tractatus von Pierino Belli und De Jure Belli ac Pacis Libri Tres von Hugo Grotius aus dem Jahr 1625. Bei diesen Veröffentlichungen handelte es sich allerdings um rechtsphilosophische Arbeiten und nicht um bindende völkerrechtliche Verträge. Das erste schriftlich fixierte Regelwerk in der Militär- und Rechtsgeschichte, das Vorgaben zur Kriegführung festlegte, war der am 24. April 1863 vom damaligen US-Präsidenten Abraham Lincoln unterzeichnete Lieber Code. Dieses vom deutsch-amerikanischen Juristen Francis Lieber ausgearbeitete Regelwerk für die Truppen der Nordstaaten im Amerikanischen Bürgerkrieg von 1861 bis 1865 enthielt neben Regeln zur menschlichen Behandlung von Kriegsgefangenen und der Zivilbevölkerung auch das Prinzip der militärischen Notwendigkeit. Da es sich beim Lieber Code jedoch um interne Festlegungen für die Angehörigen einer einzelnen Armee handelte, gilt er nicht als Völkerrecht im Sinne von Rechtsnormen, die zwischen verschiedenen Staaten gelten.
Als historischer Ausgangspunkt des humanitären Völkerrechts in seiner gegenwärtigen Form wird die 1864 abgeschlossene erste Genfer Konvention angesehen. Diese beruhte auf Vorschlägen des Genfer Geschäftsmanns Henry Dunant, der basierend auf seinen Erlebnissen nach der Schlacht von Solferino im Juni 1859 drei Jahre später das Buch Eine Erinnerung an Solferino veröffentlicht hatte. Die Genfer Konvention von 1864 „betreffend die Linderung des Loses der im Felddienst verwundeten Militärpersonen“, die von zwölf Staaten unterzeichnet wurde, enthielt in zehn Artikeln Festlegungen zur Hilfe für verwundete Soldaten und zum Schutz der an ihrer Versorgung beteiligten Hilfskräfte, unter anderem die Einführung des Roten Kreuzes auf weißem Grund als Schutzzeichen. Sie stellt den ersten völkerrechtlichen Vertrag dar, der Regeln zur Kriegführung festlegte. Das ein Jahr vor Abschluss der Konvention gegründete Internationale Komitee der Hilfsgesellschaften für die Verwundetenpflege, das seit 1876 den Namen Internationales Komitee vom Roten Kreuz (IKRK) trägt, gab in den folgenden Jahrzehnten entscheidende Impulse zur Weiterentwicklung des humanitären Völkerrechts.

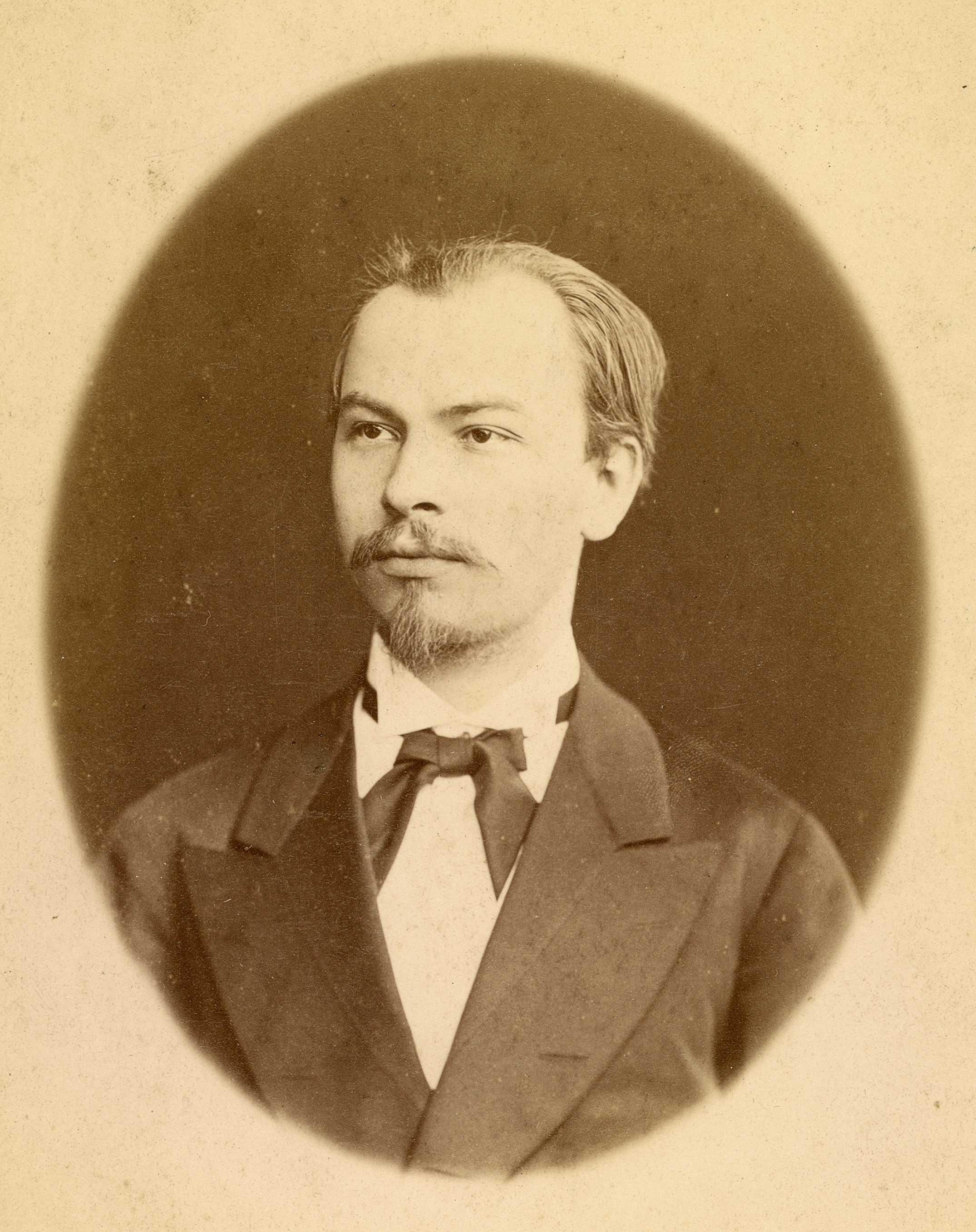
Friedrich Fromhold Martens

Mit der Petersburger Erklärung folgte vier Jahre nach der Genfer Konvention ein kurzes und inhaltlich eng begrenztes, hinsichtlich seiner prinzipiellen Bedeutung jedoch weitreichendes Abkommen. Ziel des im Dezember 1868 von 20 Staaten abgeschlossenen Vertrages war ein Verbot von Sprenggranaten mit einem Gewicht von unter 400 Gramm, da diese bei einem gezielten oder versehentlichen Einsatz gegen Personen zu schweren Verwundungen führten. Mit der Petersburger Erklärung wurde erstmals der Einsatz eines bestimmten Waffensystems zur Kriegführung vertraglich verboten. Das sich daraus ableitende Prinzip, dass es bei der Wahl der Mittel zur Kriegführung Beschränkungen gibt und dass der Einsatz von Waffen, die unnötiges Leid verursachen, verboten ist, wurde später in weiteren völkerrechtlichen Verträgen ausgeweitet und präzisiert.
Die Brüsseler Konferenz von 1874 war der erste Versuch, eine umfassende internationale Übereinkunft über die Gesetze und Gebräuche des Krieges zu verabschieden. Sie fand auf Initiative des russischen Zaren Alexander II. statt. Der russische Völkerrechtsexperte Friedrich Fromhold Martens hatte für diese Konferenz einen Entwurf für eine Deklaration über die Gesetze und Gebräuche des Krieges ausgearbeitet. Diese wurde zwar nach diversen Änderungen und Kürzungen von den Delegierten angenommen, erlangte jedoch nie den Status eines verbindlichen völkerrechtlichen Abkommens, da eine Ratifikation ausblieb. Dies lag im Wesentlichen daran, dass die meisten teilnehmenden Ländern bereits der Konferenz aus verschiedenen Gründen skeptisch bis ablehnend gegenüberstanden. Vor allem kleinere Länder befürchteten, dass die in der Deklaration von Brüssel enthaltenen Festlegungen einseitig den Interessen der Großmächte dienen würden.
Das ein Jahr vor der Brüsseler Konferenz gegründete Institut de Droit international (Institut für Völkerrecht) veröffentlichte 1880 unter dem Titel Manuel des lois de la guerre sur terre ein als Oxford Manual bezeichnetes Handbuch zu den Regeln des Landkrieges. Dieses stellte im Wesentlichen eine Zusammenfassung der Brüsseler Deklaration von 1874, der Genfer Konvention von 1864 sowie einiger weiterer gewohnheitsrechtlicher Prinzipien dar. Es war als Vorlage für entsprechende gesetzliche Regelungen im nationalen Recht der einzelnen Staaten gedacht und sollte damit einen alternativen Weg zur Umsetzung der sechs Jahre zuvor formulierten Prinzipien aufzeigen, wurde diesbezüglich jedoch nahezu vollständig ignoriert.

### Die Haager Friedenskonferenzen 1899 und 1907

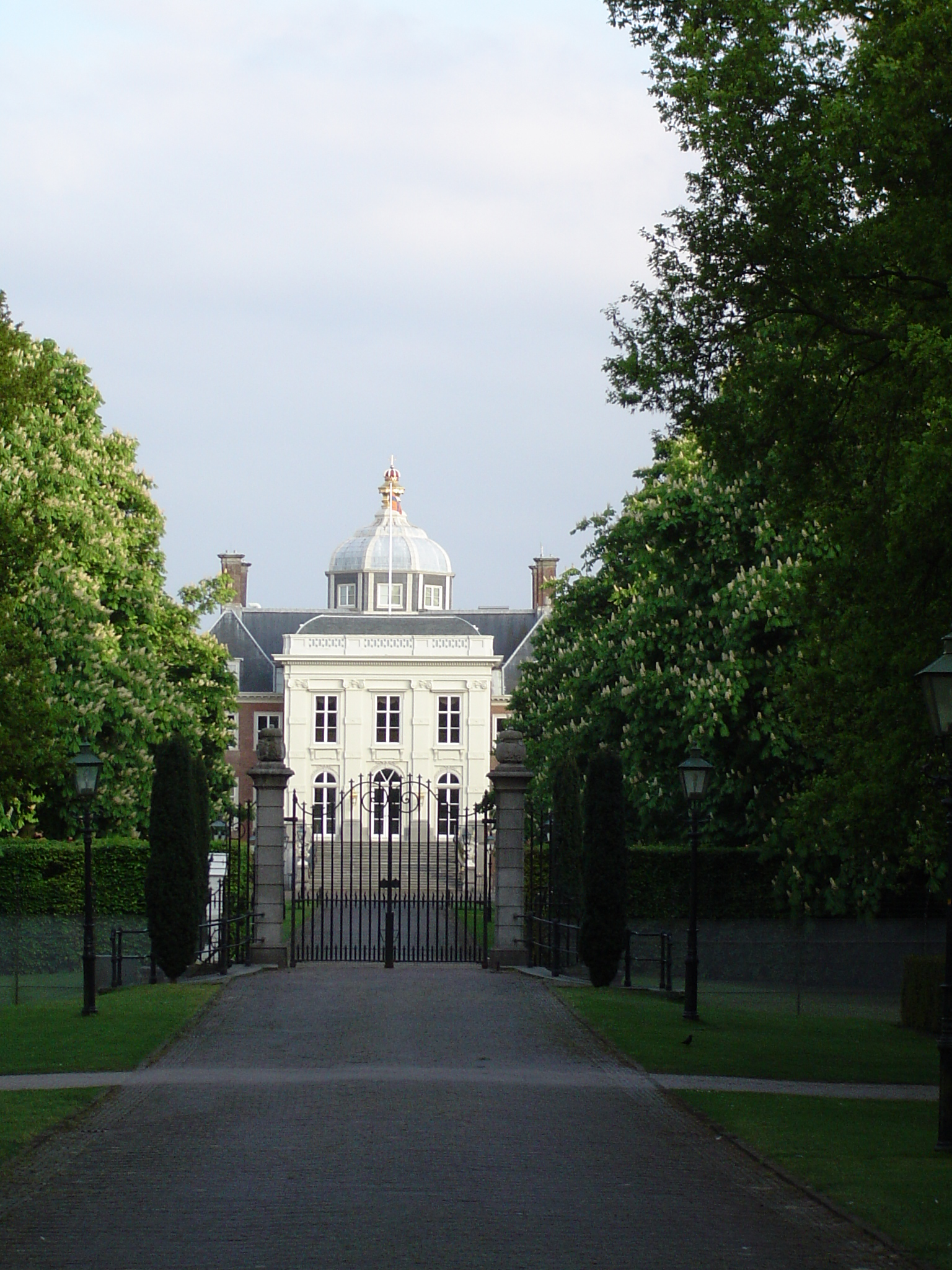
Das Huis ten Bosch, Tagungsort der Ersten Haager Friedenskonferenz im Jahr 1899

Das 1874 geplante Abkommen über die Gesetze und Gebräuche des Krieges wurde 25 Jahre später im Rahmen einer vom russischen Zaren Nikolaus II. initiierten Konferenz in Den Haag in Form der Haager Landkriegsordnung Wirklichkeit. An dieser als Haager Friedenskonferenz bezeichneten Tagung nahmen von Mai bis Juli 1899 insgesamt 108 Vertreter aus 29 Staaten teil. Friedrich Fromhold Martens, der geistige Vater der Deklaration von Brüssel, war Mitorganisator der Konferenz. Der Konvention „betreffend die Gesetze und Gebräuche des Landkriegs“, die aus fünf Artikeln im Haupttext und 60 Artikeln zu den Durchführungsbestimmungen im Anhang bestand, traten im Lauf der Geschichte 49 Staaten als Vertragsparteien bei. Sie ist in den Beziehungen dieser Staaten untereinander noch heute gültiges Vertragsrecht. Darüber hinaus gelten ihre Prinzipien seit einigen Jahrzehnten als Völkergewohnheitsrecht und sind damit auch für Staaten und nichtstaatliche Konfliktparteien bindend, die dem Abkommen nicht explizit beigetreten sind. Weitere wichtige Abkommen zur Ergänzung des humanitären Völkerrechts, die im Rahmen der Konferenz 1899 entstanden, waren eine Konvention „betreffend die Anwendung der Grundsätze der Genfer Konvention vom 22. August 1864 auf den Seekrieg“, ein auf fünf Jahre befristetes Verbot des Einsatzes von Geschossen und Sprengstoffen aus der Luft, ein Verbot der Verwendung von erstickenden oder giftigen Gasen, sowie ein Verbot des Gebrauchs von Deformationsgeschossen.
Der Abschluss dieser Haager Abkommen präzisierte das durch die Petersburger Erklärung etablierte Prinzip, dass es Beschränkungen bei der Wahl der Mittel zur Kriegführung gibt, in weiteren Bereichen. Darüber hinaus führte die Haager Landkriegsordnung einen als Martens’sche Klausel bezeichneten Grundsatz in das humanitäre Völkerrecht ein, der allgemein als Bekenntnis angesehen wird, dass auch in einem bewaffneten Konflikt zu keinem Zeitpunkt ein völlig rechtsfreier Raum oder eine Situation ohne jegliche Gesetze existiert. Auch die Unterscheidung zwischen militärischen und zivilen Zielen sowie die weitestmögliche Verschonung von Zivilpersonen und zivilen Objekten bei militärischen Handlungen wurde durch die Haager Landkriegsordnung zu einem Teil des vertraglich fixierten Völkerrechts. Mit dem in Artikel 56 der Haager Landkriegsordnung enthaltenen Verbot der Beschlagnahme, Zerstörung oder Beschädigung von historischen Denkmälern, von Bildungseinrichtungen sowie von Institutionen mit religiöser, gemeinnütziger, künstlerischer oder wissenschaftlicher Bedeutung wurde erstmals versucht, auch wichtige bauliche Einrichtungen vor den Auswirkungen eines Krieges zu schützen. Eine weitere wichtige Regelung fast aller Haager Abkommen ist die sogenannte Allbeteiligungsklausel. Sie besagt, dass diese Abkommen im Fall eines Krieges oder eines bewaffneten Konflikts nur gelten sollen, wenn alle an diesem Konflikt beteiligten Staaten Vertragsparteien des jeweiligen Abkommens wären. Ziel der Allbeteiligungsklausel war die Verhinderung von einseitigen Vorteilen auf Grund einer zweigeteilten Rechtslage im Kriegsfall hinsichtlich der Gültigkeit der sich aus diesen Abkommen ergebenden Verpflichtungen.

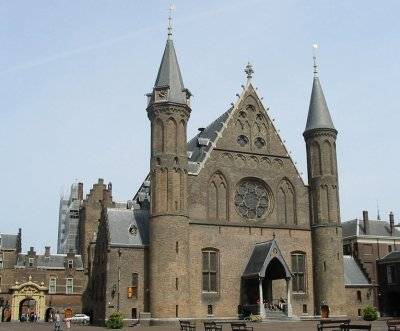
Der Rittersaal in Den Haag, Tagungsort der Zweiten Haager Friedenskonferenz im Jahr 1907

Die Genfer Konvention von 1864 wurde 1906 erstmals überarbeitet. Die wichtigste Neuerung war die explizite Nennung von freiwilligen Hilfsgesellschaften zur Unterstützung bei der Versorgung der kranken und verwundeten Soldaten. Die nationalen Gesellschaften vom Roten Kreuz, die seit der Gründung des Internationalen Komitees in vielen Ländern entstanden waren, wurden damit erstmals hinsichtlich ihrer Aufgaben explizit juristisch anerkannt. Darüber hinaus wurde die Allbeteiligungsklausel in die Genfer Konvention übernommen, auch wenn dies vom IKRK abgelehnt worden war.
Acht Jahre nach der ersten Friedenskonferenz kam es vom Juni bis Oktober 1907 zu einer Folgekonferenz. Während dieser zweiten Haager Friedenskonferenz wurde die Haager Landkriegsordnung nur geringfügig überarbeitet. Weitere während dieser Konferenz beschlossene Abkommen betrafen die Rechte und Pflichten neutraler Staaten und Personen im Kriegsfall an Land und auf See, ein Abkommen zum Schutz von Handelsschiffen der gegnerischen Partei im Fall eines Krieges, ein Abkommen, welches das Auslegen von unterseeischen Kontaktminen regulierte, ein Abkommen über den Beschuss von Landzielen durch Kriegsschiffe, sowie ein Abkommen, das die Beschlagnahme von Fischereischiffen, Postschiffen, Forschungsschiffen und einigen anderen Schiffen mit „harmlosem Charakter“ im Kriegsfall verbot. Das Abkommen von 1899 zur Anwendung der Grundsätze der Genfer Konvention auf den Seekrieg wurde für die ein Jahr zuvor abgeschlossene Revision der Genfer Konvention erneuert. Gleiches gilt für das Verbot des Einsatzes von Geschossen und Sprengstoffen aus der Luft, das diesmal bis zur Durchführung der nächsten Friedenskonferenz befristet wurde. Da diese jedoch nicht stattfand, ist das Abkommen formaljuristisch gesehen bis in die Gegenwart gültig. Es wurde jedoch von einer Reihe wichtiger Staaten, darunter Frankreich, Deutschland, Japan, Italien und Russland, nicht unterzeichnet oder ratifiziert, und war damit in den folgenden Kriegen auf Grund der Allbeteiligungsklausel ohne Relevanz.

### Die Auswirkungen der beiden Weltkriege

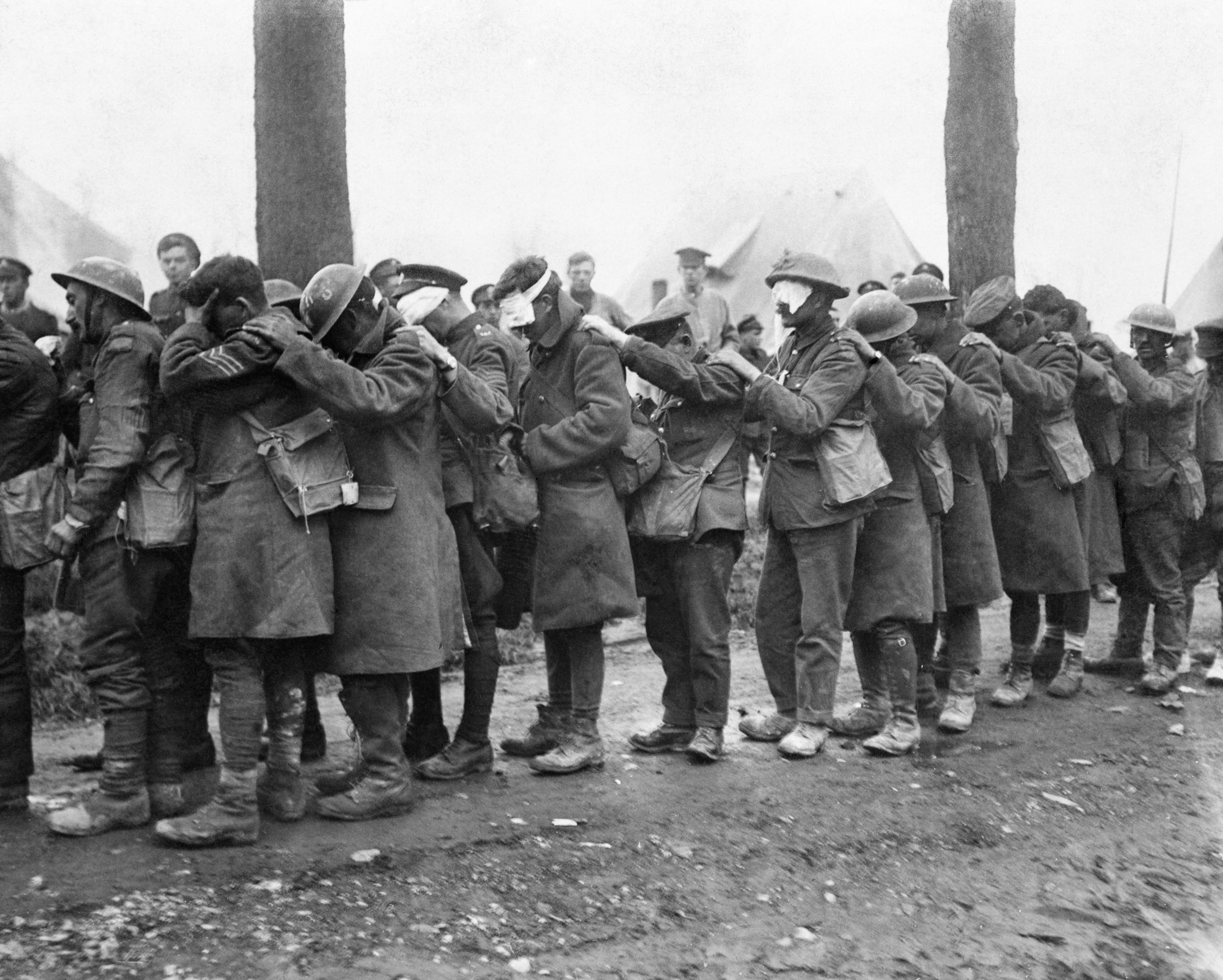
Britische Soldaten im Ersten Weltkrieg, die durch den Einsatz von Gas geblendet wurden

Sieben Jahre nach der zweiten Haager Friedenskonferenz begann der Erste Weltkrieg. Obwohl der Einsatz von Giften zur Kriegführung durch die Haager Landkriegsordnung und auch durch gewohnheitsrechtlichen Gebrauch verboten war, wurde im April 1915 in der Nähe der belgischen Stadt Ypern durch die deutsche Armee Chlorgas als Waffe eingesetzt. Dieses Ereignis stellte die erstmalige großflächige Anwendung eines chemischen Kampfstoffes in einem Krieg dar. Im Februar 1916 wurde von französischer Seite Phosgen verwendet, im Juli 1917 erfolgte der erstmalige Einsatz von Senfgas durch die deutschen Truppen. Die Angaben zur Gesamtzahl der Opfer durch den Einsatz von chemischen Kampfstoffen im Ersten Weltkrieg schwanken zwischen rund 20.000 bis 100.000 Toten und etwa 500.000 bis 1,2 Millionen Verwundeten. Die Folgen einer Vergiftung mit diesen Stoffen, die sowohl zu einem langsamen und qualvollen Tod als auch zu schweren und oft dauerhaften Verletzungen führten, veranlassten die Staatengemeinschaft 1925 zum Abschluss des Genfer Protokolls „über das Verbot der Verwendung von erstickenden, giftigen oder ähnlichen Gasen sowie von bakteriologischen Mitteln im Kriege“. Bakteriologische Waffen wurden auf Grund der zu erwartenden Auswirkungen eines Einsatzes ebenfalls mit in das Protokoll aufgenommen, obwohl sie während des Krieges nicht eingesetzt worden waren. Ein Erfolg dieses Protokolls war die Tatsache, dass während des Zweiten Weltkrieges von keiner Kriegspartei chemische Kampfstoffe eingesetzt wurden, obwohl diese von mehreren Ländern in großen Mengen produziert und gelagert worden waren.
Ein zweites gravierendes humanitäres Problem während des Ersten Weltkrieges war das Schicksal der Kriegsgefangenen. Obwohl in diesem Bereich durch die Haager Landkriegsordnung Regelungen existierten, waren diese während des Krieges zum Teil ignoriert worden. Darüber hinaus waren die kriegführenden Staaten in logistischer Hinsicht nur völlig unzureichend vorbereitet auf die Zahl der Kriegsgefangenen, die sich aus der Art der Kriegführung und der Dauer des Krieges ergab. Das Internationale Komitee vom Roten Kreuz drängte deshalb nach dem Ende des Krieges auf eine Erweiterung und Präzisierung des humanitären Völkerrechts in diesem Bereich. Diese erfolgte 1929 durch den Abschluss des zweiten Genfer Abkommen über die Behandlung der Kriegsgefangenen. Da diese Konvention bis zum Beginn des Zweiten Weltkrieges jedoch nicht von allen an diesem Krieg beteiligten Mächten ratifiziert wurde, so unter anderem nicht von der Sowjetunion und von Japan, blieben auch die Bestimmungen der Haager Landkriegsordnung zur Behandlung von Kriegsgefangenen noch von Bedeutung. Auch die erste Genfer Konvention wurde 1929 erneut überarbeitet. Eine wichtige Neuerung war die Anerkennung des Roten Halbmondes und des Roten Löwen mit Sonne als weitere Schutzzeichen neben dem Roten Kreuz. Die Allbeteiligungsklausel war nicht mehr Teil der beiden Genfer Konventionen von 1929, da sich im Ersten Weltkrieg gezeigt hatte, dass sie die Akzeptanz und Umsetzung der Konvention von 1906 sowie der Haager Abkommen beeinträchtigt hatte.

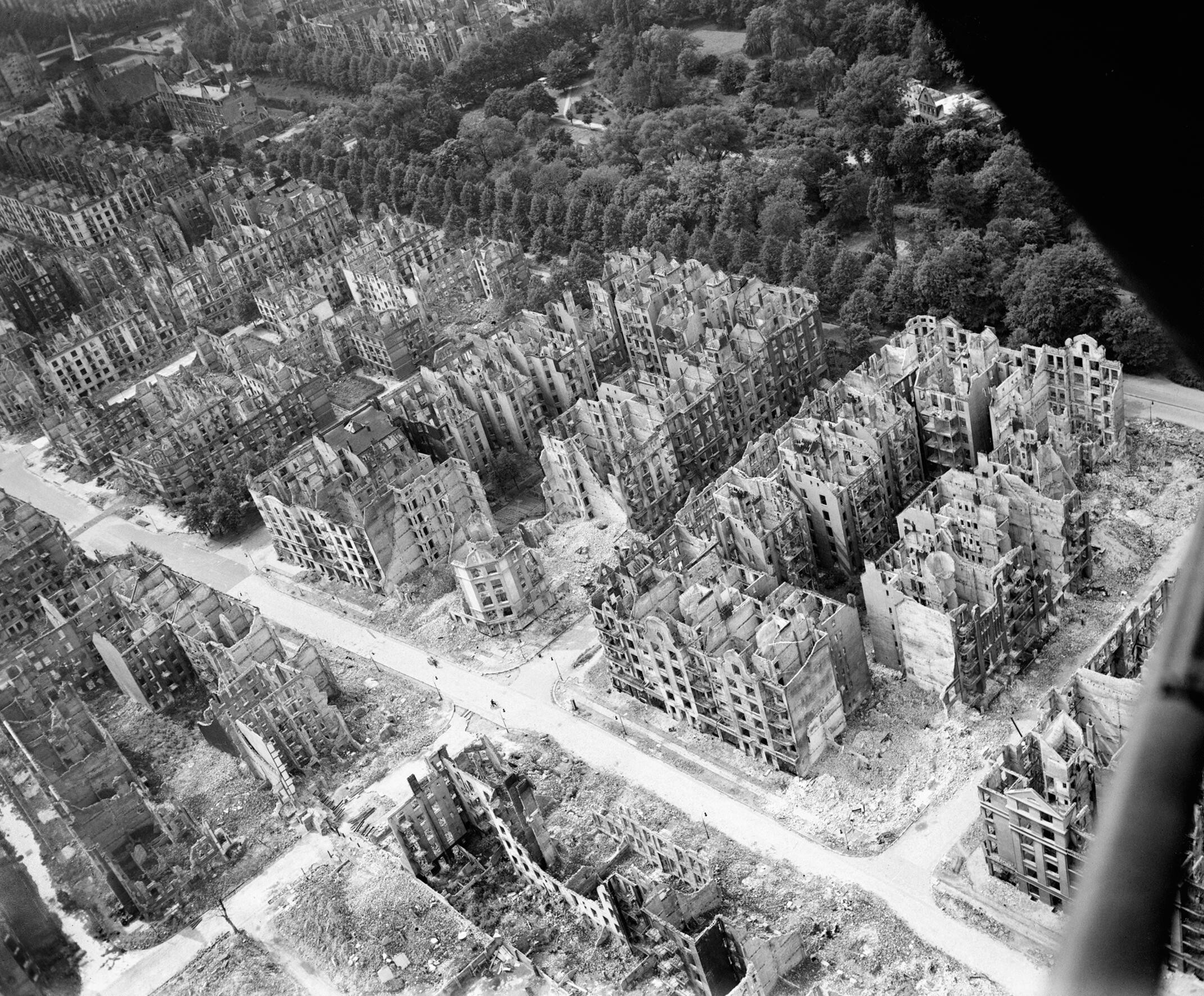
Durch Bombenangriffe zerstörte Gebäude in Hamburg

Die diplomatische Konferenz von 1929 hatte sich darüber hinaus einstimmig für eine zusätzliche Konvention zum Schutz der Zivilbevölkerung in Kriegszeiten ausgesprochen. Ein Entwurf für ein solches Abkommen wurde auf der 15. Internationalen Rotkreuz-Konferenz 1934 in Tokio angenommen. Zu einer Umsetzung dieses Entwurfes in Form eines verbindlichen Abkommens, von der Schweizer Bundesregierung für das Jahr 1940 im Rahmen einer diplomatischen Konferenz geplant, kam es jedoch aufgrund des Zweiten Weltkrieges nicht. Der Zweite Weltkrieg, der räumlich und zeitlich gesehen in weiten Teilen als Vernichtungskrieg geführt wurde, betraf durch Flächenbombardements und die Taktik der verbrannten Erde die Zivilbevölkerung in einem bis dahin nicht gekanntem Ausmaß. Auch bei der Behandlung der Kriegsgefangenen kam es erneut zu massiven humanitären Problemen. Das IKRK strebte deshalb bereits unmittelbar nach dem Ende des Krieges eine erneute Überarbeitung und Ausweitung des humanitären Völkerrechts an und organisierte zu diesem Zweck in den Jahren 1946 und 1947 zwei Konferenzen. Im Jahr 1949 kam es zur Verabschiedung von vier Genfer Abkommen und damit zu einer umfassenden Erweiterung des humanitären Völkerrechts. Neben einer Neufassung der ersten Genfer Konvention „zur Verbesserung des Loses der Verwundeten und Kranken der bewaffneten Kräfte im Felde“ sowie der zweiten Genfer Konvention „über die Behandlung der Kriegsgefangenen“, die seitdem als drittes Genfer Abkommen gezählt wird, wurden zwei neue Abkommen abgeschlossen. Das zweite Genfer Abkommen „zur Verbesserung des Loses der Verwundeten, Kranken und Schiffbrüchigen der bewaffneten Kräfte zur See“ war der Nachfolger der Haager Konvention „betreffend die Anwendung der Grundsätze des Genfer Abkommens auf den Seekrieg“ von 1899 beziehungsweise 1907. Als wichtigste Konsequenz aus dem Zweiten Weltkrieg kam das vierte Genfer Abkommen „über den Schutz von Zivilpersonen in Kriegszeiten“ hinzu.

### Die Rolle der Vereinten Nationen nach 1949

Die Flagge der Vereinten Nationen

Die 1948 abgeschlossene Konvention „über die Verhütung und Bestrafung des Völkermordes“ stellte in zweierlei Hinsicht eine Neuerung im humanitären Völkerrecht dar. Zum einen war es das erste wichtige völkerrechtliche Abkommen, für dessen Verwaltung und Umsetzung die 1945 unmittelbar nach dem Zweiten Weltkrieg gegründeten Vereinten Nationen (UN) als Depositar zuständig sind. Zum anderen markierte diese Konvention den Beginn der Entwicklung einer Reihe von Abkommen, deren Ziel die strafrechtliche Verfolgung von Kriegsverbrechen ist. Weitere Abkommen und Einrichtungen, die unter Federführung der UN in diesem Bereich entstanden, waren die 1968 abgeschlossene Konvention „über die Nichtanwendbarkeit der Verjährungsfrist auf Kriegsverbrechen und Verbrechen gegen die Menschlichkeit“, das 1998 verabschiedete Rom-Statut sowie 2002 der darauf beruhende Internationale Strafgerichtshof. Bereits 1991 und damit vor dem Gerichtshof war darüber hinaus mit der Internationalen humanitären Ermittlungskommission ein anderes wichtiges Organ entstanden. Die Aufgabe der Kommission ist die Untersuchung von möglichen Verstößen gegen das humanitäre Völkerrecht.
Mit Beginn der 1950er Jahre begann sich im offiziellen Sprachgebrauch die gegenwärtig übliche Bezeichnung „humanitäres Völkerrecht“ gegenüber den Begriffen „Kriegsrecht“ beziehungsweise „Kriegsvölkerrecht“ durchzusetzen, um insbesondere den schützenden und damit positiven Aspekt dieses Rechtsbereiches zu betonen. Eine umfassende Überarbeitung und Ergänzung des humanitären Völkerrechts stellte 1977 nach dreijährigen Verhandlungen die Verabschiedung der ersten beiden Zusatzprotokolle zu den Genfer Konventionen dar. Das erste Zusatzprotokoll präzisierte insbesondere eine Reihe von Bestimmungen der Abkommen von 1949, deren praktische Anwendung sich als unzulänglich erwiesen hatte. Der wichtigste Aspekt des zweiten Zusatzprotokolls war die Schaffung über den gemeinsamen Artikel 3 der vier Genfer Abkommen von 1949 hinausgehender Bestimmungen für nichtinternationale bewaffnete Konflikte. Das 2005 abgeschlossene dritte Zusatzprotokoll führte mit dem Roten Kristall ein zusätzliches Schutzzeichen ein. Dieses Zeichen ist wie das Rote Kreuz, der Rote Halbmond und der Rote Löwe mit Sonne als Schutzzeichen der Genfer Konventionen von 1949 vorgesehen für die Kennzeichnung von Personen, Fahrzeugen und Einrichtungen, die während eines bewaffneten Konflikts dem Schutz und der Hilfe für die nicht an den Kämpfen beteiligten Personen dienen.
Der Bereich der Regelungen zu den zulässigen Mitteln und Methoden der Kriegführung wurde neben den Zusatzprotokollen von 1977 durch weitere Abkommen ergänzt. Zu diesen zählen die Biowaffenkonvention von 1971 und die Chemiewaffenkonvention von 1993 als Nachfolgeabkommen des Genfer Protokolls von 1925, die ENMOD-Konvention „über das Verbot der militärischen oder einer sonstigen feindseligen Nutzung umweltverändernder Techniken“, das 1980 abgeschlossene Übereinkommen über das Verbot oder die Beschränkung des Einsatzes bestimmter konventioneller Waffen, die übermäßige Leiden verursachen oder unterschiedslos wirken können, das als Ottawa-Konvention bezeichnete Abkommen von 1997 zum Verbot und zur Vernichtung von Antipersonenminen sowie das Übereinkommen über Streumunition von 2008. Mit Ausnahme der Biowaffenkonvention unterstehen alle diese Abkommen der Verwaltung und Umsetzung durch die Vereinten Nationen.
Auch für die Vereinbarungen zum Schutz von Kulturgütern, der durch die Verabschiedung der Haager Konvention „zum Schutz von Kulturgut bei bewaffneten Konflikten“ sowie des ersten Protokolls zu diesem Abkommen im Jahr 1954 zu einem eigenständigen Bereich des humanitären Völkerrechts ausgebaut worden war, sind die UN in Form der Organisation der Vereinten Nationen für Bildung, Wissenschaft, Kultur und Kommunikation (UNESCO) maßgeblich verantwortlich. Im Jahr 1999 wurden die Bestimmungen dieses Abkommens durch ein zweites Protokoll ergänzt und den juristischen Entwicklungen im humanitären Völkerrecht angepasst. Die UNESCO wirkt in diesem Bereich als Depositar und führt beispielsweise das „Internationale Register für Kulturgut unter Sonderschutz“.

## Wichtige Bestimmungen
Das humanitäre Völkerrecht lässt sich unter verschiedenen Aspekten in eine Reihe von Bereichen einteilen. Aus historischer Sicht erfolgt oft eine Gliederung in das auf den Genfer Konventionen beruhende „Genfer Recht“, das aus den Haager Abkommen entstandene „Haager Recht“ sowie die Abkommen, die unter Federführung der Vereinten Nationen entstanden sind. Diese Einteilung entsprach zwar anfangs im Wesentlichen auch einer inhaltlichen Gliederung in den Schutz vor allem Verwundeter und Verletzter durch das Genfer Recht und Festlegungen zu zulässigen Mitteln und Methoden zur Kriegführung im Haager Recht. Gleichwohl war diese Trennung von Beginn an nicht strikt, da das Haager Recht bereits bei seiner Entstehung zum Teil auch Regeln zum Umgang mit Kriegsgefangenen und Zivilisten enthielt, die erst später in die Genfer Konventionen übernommen wurden. Andererseits sind durch die Zusatzprotokolle von 1977 zu den Genfer Abkommen auch Festlegungen zu zulässigen Mitteln und Methoden zur Kriegführung in den Kontext des Genfer Rechts integriert worden.
Der im Rahmen des Haager Rechts in Ansätzen entstandene Aspekt des Kulturgutschutzes ist nach 1949 unter Führung der Vereinten Nationen durch zusätzliche Abkommen präzisiert und zu einem eigenständigen Bereich ausgebaut worden. Ebenfalls in den historischen Rahmen der UN-basierten Teile des humanitären Völkerrechts fallen eine Reihe von Abkommen zur Beschränkung bei der Wahl der Mittel und Methoden zur Kriegführung, dem ursprünglichen Schwerpunkt des Haager Rechts, sowie wesentliche internationale Vereinbarungen zur Strafverfolgung von Verstößen gegen das humanitäre Völkerrecht als völlig neuem Bereich. Das Haager Recht stellt somit vor allem den historischen Ausgangspunkt wesentlicher vertragsrechtlicher Teile des gegenwärtigen humanitären Völkerrechts dar. Es ist in nahezu allen Bereichen durch neuere Abkommen abgelöst worden, und nur in wenigen speziellen Aspekten gehen die Haager Konventionen über ihre entsprechenden Nachfolgeabkommen hinaus. In diesen Fällen gilt die Festlegung, dass die entsprechenden Regelungen sich jeweils ergänzend anzuwenden sind, jedoch ohne präzise Angaben zur Anwendung allgemein gültiger Auslegungsgrundsätze wie lex posterior derogat legi priori („das spätere Gesetz geht dem früheren vor“) und lex specialis derogat legi generali („die Spezialnorm geht dem allgemeinen Gesetz vor“).
Aufgrund der unterschiedlichen Entstehungsgeschichte der Abkommen, die zusammengefasst das humanitäre Völkerrecht darstellen, den vielfältigen historischen und inhaltlichen Beziehungen zwischen diesen Abkommen und der sich daraus ergebenden komplexen Struktur des humanitären Völkerrechts besteht keine allgemeingültige inhaltliche Gliederung. Aus praktischer Sicht wird jedoch oft eine Einteilung in die folgenden Bereiche verwendet.

### Behandlung von geschützten Personen

Das Rote Kreuz als Schutzzeichen für die durch die vier Genfer Abkommen geschützten Personen und Einrichtungen

Das humanitäre Völkerrecht unterscheidet im internationalen bewaffneten Konflikt hinsichtlich der Frage nach dem völkerrechtlichen Schutz vor allem zwischen Kombattanten und anderen Angehörigen der Streitkräfte mit Ausnahme des Sanitäts- und Seelsorgepersonals einerseits, und friedlichen Zivilpersonen und anderen geschützten Personen andererseits. Die Festlegungen zur Behandlung von geschützten Personen gehen zurück auf die Genfer Konvention von 1864, die verwundete Soldaten sowie die an deren Versorgung beteiligten Hilfskräfte unter besonderen Schutz stellte. Durch die Haager Landkriegsordnung von 1899 und 1907 wurden dann auch für die Behandlung von Kriegsgefangenen sowie die Zivilbevölkerung in besetzten Gebieten Regeln aufgestellt. Diese wurden in der Genfer Kriegsgefangenen-Konvention von 1929, den Genfer Abkommen von 1949 sowie den Zusatzprotokollen von 1977 zu den Genfer Abkommen erweitert.
Die gegenwärtig maßgeblichen Abkommen hinsichtlich der geschützten Personen sind die Genfer Abkommen von 1949 und ihr erstes Zusatzprotokoll von 1977. Entsprechend diesen Abkommen gelten vor allem vier Personengruppen in internationalen bewaffneten Konflikten als geschützt: die Verwundeten und Kranken der bewaffneten Kräfte im Felde (Genfer Abkommen I), die Verwundeten, Kranken und Schiffbrüchigen der bewaffneten Kräfte zur See (Genfer Abkommen II), die Kriegsgefangenen (Genfer Abkommen III) und die Zivilpersonen in Kriegszeiten (Genfer Abkommen IV). Der Schutz der Genfer Konventionen gilt darüber hinaus auch für Angehörige von Hilfsorganisationen und andere Personen, die für die Hilfe und Versorgung der genannten Personengruppen tätig sind. Allgemein gültiges Prinzip bei der Behandlung der durch diese Abkommen geschützten Personen ist, dass sie unter allen Umständen mit Menschlichkeit zu behandeln sind, und zwar ohne Unterscheidung nach „Rasse, der Farbe, der Religion oder des Glaubens, des Geschlechts, der Geburt oder des Vermögens“ oder ähnlichen Gründen.
Maßgebliche Regeln zu ihrem Schutz sind ein Verbot ihrer Tötung sowie aller Maßnahmen zur Gefährdung ihrer Gesundheit und körperlichen Unversehrtheit, wie beispielsweise die Anwendung von Gewalt gegen diese Personen oder ihre Folterung, Verstümmelung oder Verwendung für medizinische Experimente. Ebenfalls geschützt sind ihre Ehre sowie ihre persönlichen Überzeugungen, dementsprechend verboten sind Bedrohungen, Beleidigungen, Erniedrigungen und das öffentliche Zurschaustellen von geschützten Personen. Die Konfliktpartei, in deren Hand sich die geschützten Personen befinden, hat die Pflicht, diese unabhängig von ihrer nationalen Zugehörigkeit medizinisch zu versorgen, zu verpflegen, angemessen unterzubringen und für ihre Sicherheit zu sorgen. Militärische Angriffe auf geschützte Personen, auf Gebäude und Einrichtungen zu ihrer Unterbringung sowie Land-, Luft- und Seefahrzeuge, die zu ihrem Transport genutzt werden, sind verboten. Für die Kennzeichnung geschützter Personen, Fahrzeuge und Einrichtungen sind in den Abkommen und den Zusatzprotokollen das Rote Kreuz sowie die gleichgestellten Zeichen des Roten Halbmondes, des Roten Löwen mit roter Sonne sowie des Roten Kristalls vorgesehen. Besondere Regelungen, die den spezifischen Erfordernissen der vier genannten Personengruppen Rechnung tragen, sind in den jeweiligen Abkommen enthalten.

### Zulässige Mittel und Methoden der Kriegführung

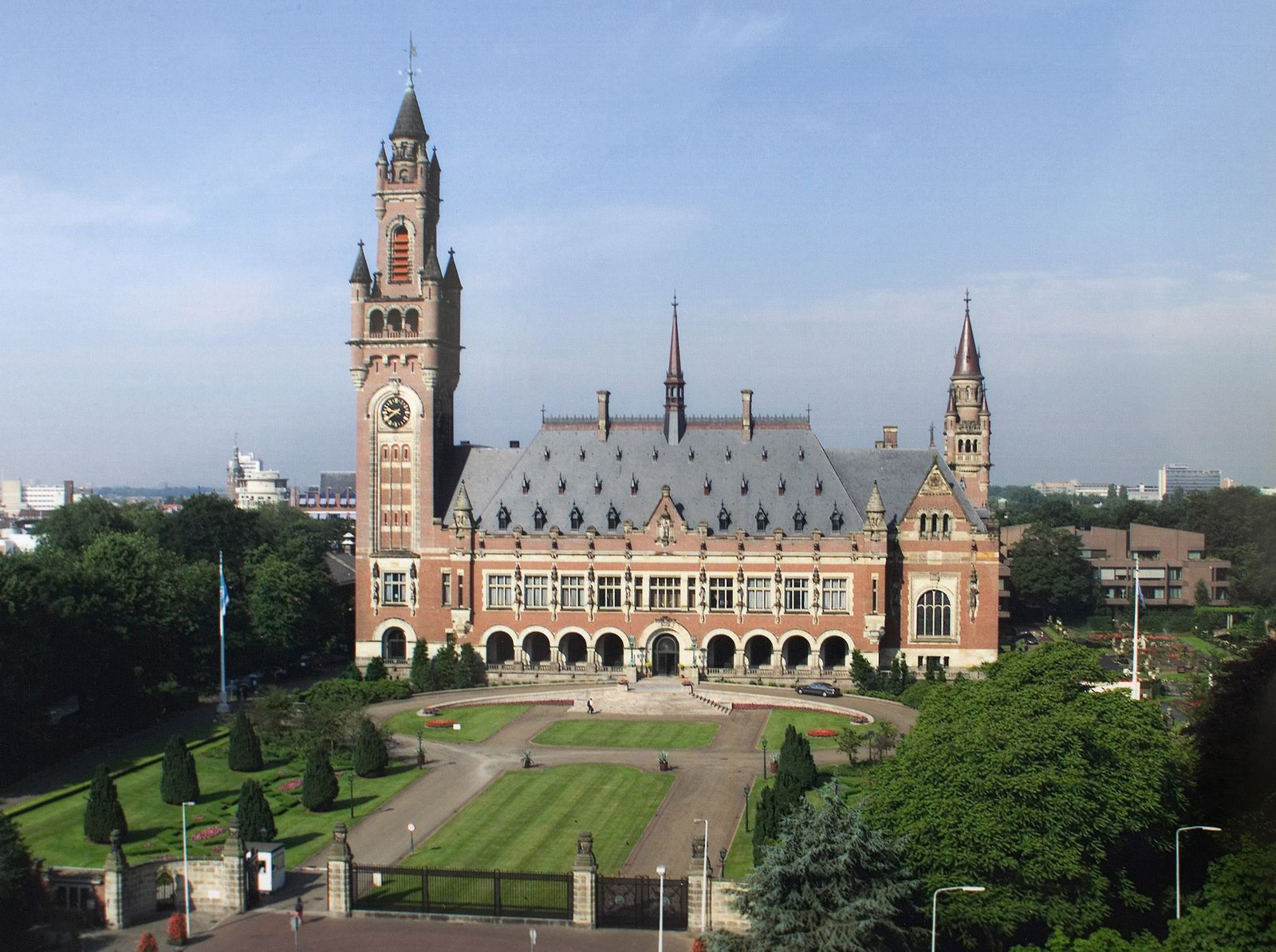
Der Friedenspalast in Den Haag, Symbol der im Rahmen der Haager Friedenskonferenzen entstandenen Teile des humanitären Völkerrechts

Umfassende Regeln zu zulässigen Mitteln und Methoden der Kriegführung wurden erstmals mit der Haager Landkriegsordnung von 1899 und 1907 vertragsrechtlich vereinbart. Seitdem wurde dieser Bereich des humanitären Völkerrechts durch eine Reihe von Abkommen erweitert, die insbesondere den Einsatz bestimmter Waffensysteme verbieten. Die gegenwärtig maßgeblichen Abkommen zu zulässigen Mitteln und Methoden der Kriegführung sind das Genfer Protokoll von 1925, die Zusatzprotokolle von 1977 zu den Genfer Abkommen, die Biowaffenkonvention von 1971, die ENMOD-Konvention „über das Verbot der militärischen oder einer sonstigen feindseligen Nutzung umweltverändernder Techniken“, das Übereinkommen über das Verbot oder die Beschränkung des Einsatzes bestimmter konventioneller Waffen, die übermäßige Leiden verursachen oder unterschiedslos wirken können von 1980 sowie die vier zugehörigen Protokolle von 1980 beziehungsweise 1995, die Chemiewaffenkonvention von 1993, die Ottawa-Konvention von 1997 und das Übereinkommen über Streumunition von 2008. Die Haager Landkriegsordnung gilt darüber hinaus in diesem Bereich als Völkergewohnheitsrecht.
Allgemeine Prinzipien aller genannten Abkommen sind das Verbot von Waffen, die überflüssige Verletzungen oder unnötige Leiden verursachen, sowie die weitmöglichste Verschonung nicht-militärischer Ziele. Zu den wichtigsten spezifischen Festlegungen dieses Bereichs des humanitären Völkerrechts zählen das Verbot der Heimtücke zur Kriegführung und des Befehls, niemanden am Leben zu lassen. Ebenso verboten sind Angriffe, bei denen keine Unterscheidung zwischen militärischen Zielen und zivilen Objekten oder Zivilpersonen erfolgt. Gleiches gilt für Angriffe gegen Anlagen oder Einrichtungen, die gefährliche Kräfte freisetzen können, wie beispielsweise Staudämme, Deiche und Kernkraftwerke, wenn ein solcher Angriff schwere Verluste unter der Zivilbevölkerung verursachen kann. Die Angehörigen der regulären Streitkräfte einer Konfliktpartei müssen eine Uniform oder zumindest erkennbare Abzeichen auf ihrer Kleidung tragen, die eine Identifikation als Soldat und eine Erkennung ihrer Zugehörigkeit ermöglichen. Das Tragen ziviler Kleidung, das Vortäuschen einer Verwundung, die Verwendung von Schutzzeichen oder das Führen der nationalen Kennzeichen einer gegnerischen Konfliktpartei oder eines neutralen Landes durch an den Kampfhandlungen beteiligte Kombattanten sind regelmäßig als Perfidie verboten. Kriegslisten wie beispielsweise Tarnung, Scheinoperationen oder das Verbreiten von irreführenden strategischen oder taktischen Informationen sind hingegen erlaubt.
Neben einer großen Zahl vertragsrechtlicher Verbote bestimmter konventioneller Waffen wie Antipersonenminen und Streumunition ist der Einsatz von biologischen und chemischen Kampfstoffen vertragsrechtlich verboten. Es ist außerdem verboten, Methoden oder Mittel der Kriegführung zu verwenden, die dazu bestimmt sind oder von denen erwartet werden kann, dass sie ausgedehnte, langanhaltende und schwere Schäden der natürlichen Umwelt verursachen.

### Schutz von Kulturgut und anderen Einrichtungen

Das dreifache Kennzeichen für Kulturgut zur Markierung von Kulturgut unter Sonderschutz

Der Bereich des Schutzes von Kulturgut geht historisch auf den Artikel 56 der Haager Landkriegsordnung zurück. Der russische Maler und Schriftsteller Nicholas Roerich versuchte 1935, diesen Aspekt durch den später auch als Roerich-Pakt bezeichneten Vertrag „über den Schutz künstlerischer und wissenschaftlicher Einrichtungen und geschichtlicher Denkmäler“ auszubauen. Auch wenn dieser Vertrag weiterhin in Kraft ist, erlangte er mangels einer größeren Zahl an Ratifikationen keine größere Bedeutung.
Erst durch die nach dem Zweiten Weltkrieg im Jahr 1954 entstandene Haager Konvention „zum Schutz von Kulturgut bei bewaffneten Konflikten“ wurde der Kulturgutschutz in Kriegszeiten umfassend geregelt. Sie erreichte weitreichende Akzeptanz und stellt zusammen mit ihren Protokollen von 1954 und 1999 die derzeit relevante Rechtsbasis in diesem Bereich dar. Entsprechend der Konvention ist Kulturgut definiert als bewegliche oder unbewegliche Güter, die für das kulturelle Erbe der Völker von großer Bedeutung sind, ebenso wie Gebäude, die der Erhaltung oder der Ausstellung solcher beweglicher Güter dienen (beispielsweise Museen, Bibliotheken, Archive und Bergungsorte), und Denkmalzentren als Orte, die in beträchtlichem Umfang Kulturgut entsprechend der vorherigen Definition aufweisen. Der Schutz von Kulturgut umfasst Sicherungsmaßnahmen in Friedenszeiten und den Respekt vor Kulturgut während eines bewaffneten Konflikts. Im Rahmen der Respektierung sind die Vernichtung, die Beschädigung, der Diebstahl, die Plünderung oder andere Formen widerrechtlicher Inbesitznahme, und gegen Kulturgut gerichtete Repressalien verboten. Die Verhinderung und Beendigung solcher Handlungen ist ausdrücklich geboten. In der Konvention ist ein Schutzzeichen definiert, das zur Markierung von geschützten Kulturgütern dient und in dreifacher Ausführung zur Kennzeichnung einer begrenzten Anzahl von Einrichtungen unter Sonderschutz verwendet werden kann. Zu solchen Einrichtungen zählen Bergungsorte, Denkmalzentren und andere sehr wichtige unbewegliche Kulturgüter. Die Gewährung des Sonderschutzes bedarf der Eintragung in das von der Organisation der Vereinten Nationen für Bildung, Wissenschaft, Kultur und Kommunikation (UNESCO) geführte „Internationale Register für Kulturgut unter Sonderschutz“.
Das erste Protokoll von 1954 enthält Bestimmungen zum Schutz von Kulturgut gegen die Ausfuhr und zur Rückführung von illegal ausgeführtem Kulturgut. Auf Grund von Schwierigkeiten, die einige Regierungen unmittelbar nach dem Ende des Zweiten Weltkrieges mit einer entsprechenden Vereinbarung hatten, wurde dieser Teil in Form eines separaten Protokolls zeitgleich mit der Haager Konvention beschlossen. Das zweite Protokoll von 1999 enthält Anpassungen der Bestimmungen der Konvention von 1954 an Veränderungen im humanitären Völkerrecht, die sich insbesondere aus den Zusatzprotokollen von 1977 zu den Genfer Konventionen ergeben hatten. Hierzu zählten eine genauere Definition von militärischen Zielen und des Begriffs der militärischen Notwendigkeit sowie eine Überarbeitung und Ausweitung der Regelungen zum Sonderschutz. Ebenso wurden durch das Protokoll fünf schwere Verstöße gegen die Konvention definiert: Angriffe gegen Kulturgut unter Sonderschutz, die Nutzung von Kulturgut unter Sonderschutz für militärische Zwecke, die Zerstörung oder Aneignung von geschütztem Kulturgut, Angriffe gegen geschütztes Kulturgut sowie der Diebstahl und die Plünderung von Kulturgut. Für diese Verstöße gilt eine individuelle strafrechtliche Verantwortbarkeit, durch welche die Vertragsstaaten verpflichtet sind, sie durch eine entsprechende nationale Gesetzgebung unter Strafe zu stellen. Der Geltungsbereich des Kulturgutschutzes wurde durch das Protokoll auch auf nichtinternationale bewaffnete Konflikte ausgeweitet.
Im Bereich der nationalen beziehungsweise internationalen Koordination hinsichtlich militärischer und ziviler Strukturen zum Schutz von Kulturgüter sind das Internationale Komitee vom Blauen Schild mit Sitz in Paris sowie die in Den Haag ansässige Association of the National Committees of the Blue Shield (ANCBS) als internationaler Dachverband von nationalen Blue-Shield-Vereinigungen tätig.

### Strafrechtliche Verfolgung von Kriegsverbrechen

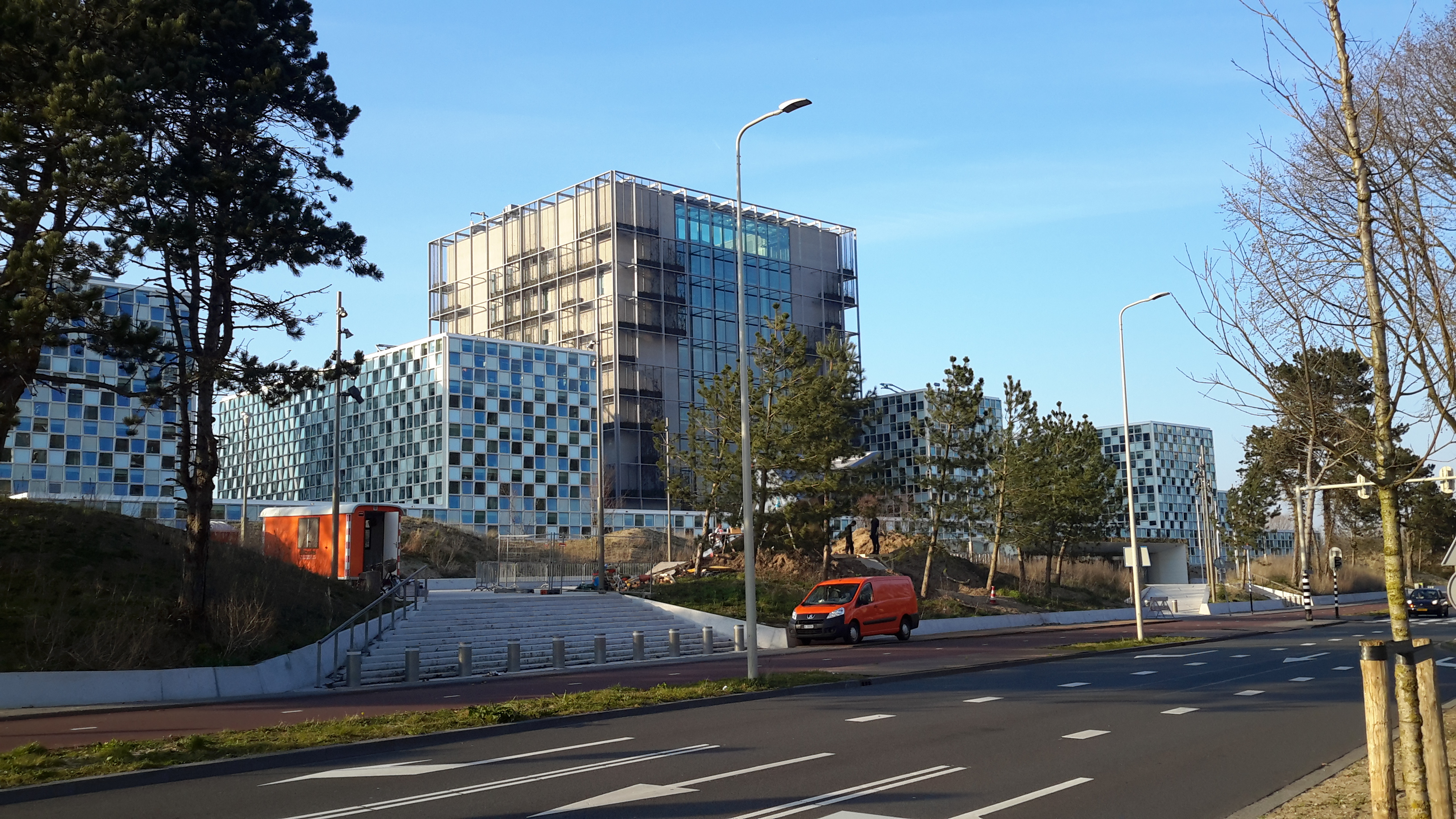
Das Gebäude des Internationalen Strafgerichtshofes in Den Haag

Der aus historischer Sicht jüngste Bereich des humanitären Völkerrechts sind die Abkommen, welche die strafrechtliche Verfolgung von Kriegsverbrechen regulieren. Bereits die erste Genfer Konvention in den Fassungen von 1906 und 1929 enthielt die Forderung an die Vertragsparteien, Verstöße gegen das Abkommen im Rahmen ihrer jeweiligen nationalen Gesetzgebung strafrechtlich zu verfolgen. Weiter ging 1919 der Friedensvertrag von Versailles, der in Artikel 227 vorsah, den deutschen Kaiser Wilhelm II. „wegen schwerer Verletzung des internationalen Sittengesetzes und der Heiligkeit der Verträge unter öffentliche Anklage“ zu stellen und zu diesem Zweck einen internationalen Gerichtshof einzurichten. Obwohl dies nicht umgesetzt wurde, war diese Vorschrift Vorbild und rechtlicher Präzedenzfall für die strafrechtliche Verfolgung von Kriegsverbrechen nach dem Ende des Zweiten Weltkrieges. Ab diesem Zeitpunkt begann die Entwicklung des Völkerstrafrechts durch eigenständige völkerrechtliche Abkommen und darauf basierende internationale Institutionen.
Den Beginn markierte 1948 der Abschluss der Konvention „über die Verhütung und Bestrafung des Völkermordes“. Zwanzig Jahre später folgte die Konvention „über die Nichtanwendbarkeit der Verjährungsfrist auf Kriegsverbrechen und Verbrechen gegen die Menschlichkeit“, die auf Grund von Befürchtungen entstand, dass zu diesem Zeitpunkt noch nicht ermittelte Kriegsverbrecher des Zweiten Weltkrieges durch eine mögliche Verjährung einer Bestrafung entgehen könnten. Im Jahr 1991 nahm auf der Grundlage des Artikels 90 des Zusatzprotokolls vom 8. Juni 1977 zu den Genfer Abkommen vom 12. August 1949 die Internationale humanitäre Ermittlungskommission ihre Arbeit auf. Auch wenn die Arbeit der Kommission rein investigativer Natur ist, stellt sie als ständig bestehendes Ermittlungsorgan eine wichtige Grundlage für eine effektive Strafverfolgung von Kriegsverbrechen dar.
Das erste internationale Tribunal zur Verurteilung von Kriegsverbrechern war ab 1945 der auf dem Londoner Statut beruhende Internationale Militärgerichtshof für den Nürnberger Prozess gegen die Hauptkriegsverbrecher sowie die Folgeprozesse, dem 1946 der Internationale Militärgerichtshof für den Fernen Osten für die Tokioter Prozesse folgte. Erst 1993 wurde mit dem Internationalen Strafgerichtshof für das ehemalige Jugoslawien, der auf der UN-Resolution 827 beruhte, erneut ein internationales Tribunal eingerichtet. Nur ein Jahr später beschloss der Sicherheitsrat der Vereinten Nationen mit der Resolution 955 die Einrichtung des Internationalen Strafgerichtshofs für Ruanda, um die Haupttäter des Völkermordes in Ruanda zu verurteilen. Alle diese Tribunale waren nichtständige Ad-hoc-Einrichtungen zur strafrechtlichen Aufarbeitung von Kriegsverbrechen, die zeitlich und räumlich auf einen bestimmten Krieg oder bewaffneten Konflikt begrenzt waren.
Im Jahr 1998 wurde mit dem Römischen Statut des Internationalen Strafgerichtshofs das wichtigste Abkommen im Bereich der Strafverfolgung von Kriegsverbrechen verabschiedet. Auf der Basis dieses Abkommens entstand nach dessen Inkrafttreten im Jahr 2002 der Internationale Strafgerichtshof mit Sitz in Den Haag als ständige internationale Einrichtung mit Gerichtsbarkeit über Völkermord, Verbrechen gegen die Menschlichkeit und Kriegsverbrechen. Der Gerichtshof übt seine Zuständigkeit jedoch nur aus, wenn der Angeklagte Staatsbürger eines Vertragsstaates des Rom-Statutes ist oder wenn die Verbrechen auf dem Territorium eines Vertragsstaates begangen wurden, und wenn die entsprechenden nationalen Justizbehörden nicht gewillt oder in der Lage sind, eine effektive Strafverfolgung sicherzustellen. Das Rom-Statut enthält neben Regeln für die Organisation des Gerichtshofes und die Prozessordnung auch Definitionen der genannten Verbrechen. Diese nehmen zum Teil Bezug auf andere Abkommen. So gelten beispielsweise schwerwiegende Verstöße gegen die Genfer Konventionen als Kriegsverbrechen, ebenso wie Verstöße gegen eine Reihe von gewohnheitsrechtlichen Bestimmungen des humanitären Völkerrechts. Als Untersuchungshaftanstalt für den Internationalen Strafgerichtshof für das ehemalige Jugoslawien entstand 1994 in einem niederländischen Gefängnis im Den Haager Stadtteil Scheveningen die United Nations Detention Unit. Deren Nutzung wurde später ausgeweitet auf Angeklagte des Internationalen Strafgerichtshofs sowie auf vom Internationalen Strafgerichtshof für Ruanda verurteilte Täter, deren Berufungsverfahren in Den Haag stattfinden.

## Umsetzung in der Praxis

### Verbreitung und nationale Umsetzung
Für einige Teile des humanitären Völkerrechts, wie die Regelungen zum Verbot bestimmter Waffensysteme, sind vor allem staatliche Institutionen für die Einhaltung direkt verantwortlich. In diesen Bereichen erfolgt die Umsetzung der entsprechenden Abkommen durch den Verzicht auf die Herstellung beziehungsweise Beschaffung dieser Waffen für die Ausstattung der eigenen Streitkräfte. In vielen Teilen stellt jedoch das humanitäre Völkerrecht Verhaltensregeln für die Armeeangehörigen auf. Die entsprechenden Regeln und Gebräuche sind deshalb ein wichtiger Teil der Ausbildung sowohl von Vorgesetzten als auch von Untergebenen in den Streitkräften aller Vertragsstaaten. Darüber hinaus sind die Staaten auch verpflichtet, für eine Verbreitung von Kenntnissen des humanitären Völkerrechts in der Zivilbevölkerung zu sorgen. In vielen Staaten wirken hierbei die nationalen Rotkreuz- und Rothalbmond-Gesellschaften unterstützend. Eine wichtige Rolle bei der Weiterentwicklung und Verbreitung des humanitären Völkerrechts spielt darüber hinaus das in der italienischen Stadt Sanremo ansässige Internationale Institut für humanitäres Recht.
Gesetzliche Regelungen zur Bestrafung von Kriegsverbrechen sind Teil des nationalen Rechts der meisten Länder, oft im Rahmen der Militärgerichtsbarkeit. Umfassende und detaillierte Gesetze sind jedoch zum Teil erst in jüngerer Zeit entstanden, wie das 2002 in Deutschland in Kraft getretene Völkerstrafgesetzbuch. In der Schweiz ist dieser Rechtsbereich durch den sechsten Abschnitt des Militärstrafgesetzes von 1927 geregelt. Das österreichische Recht enthält bisher keine detaillierten Regelungen zur Strafbarkeit von Kriegsverbrechen. Alle durch Österreich ratifizierten Abkommen sind jedoch nach ihrer Veröffentlichung im Österreichischen Bundesgesetzblatt Teil des Österreichischen Rechts, auf der Basis von Artikel 9 des Bundes-Verfassungsgesetzes sowie Artikel 64 des Strafgesetzbuches besteht damit auch die prinzipielle Möglichkeit einer entsprechenden Strafverfolgung.

### Probleme und Unzulänglichkeiten
Die vier Genfer Konventionen von 1949 haben im Jahr 2006 als erste Abkommen in der Geschichte des Völkerrechts universelle Akzeptanz erlangt. Obwohl dies als Meilenstein in der Entwicklung des humanitären Völkerrechts gilt, ist es seit seiner Entstehung in allen Kriegen zum Teil massiv ignoriert worden. Die Geschichte des humanitären Völkerrechts hat zudem gezeigt, dass nahezu alle wichtigen Abkommen als Reaktion auf gravierende Missstände in vorherigen Kriegen abgeschlossen wurden, und dass es der Staatengemeinschaft selten gelungen ist, entscheidende Verbesserungen und Ergänzungen vorausschauend zu vereinbaren. Ähnlich unzureichend und zögerlich war in der Regel die Anpassung des humanitären Völkerrechts an neue Waffentechnologien oder grundlegende Veränderungen in der Kriegführung. Die meisten gegenwärtig relevanten Regelungen entstanden vor oder unmittelbar nach dem Zweiten Weltkrieg unter der Annahme eines Krieges als räumlich und zeitlich begrenzte Auseinandersetzung zwischen den regulären Streitkräften verschiedener souveräner Staaten. Ein daraus resultierendes und bisher durch neue Verträge nur unzureichend gelöstes Problem ist die stark eingeschränkte Anwendbarkeit des humanitären Völkerrechts auf nichtinternationale Konflikte. Die Zahl, Schwere und Dauer solcher innerstaatlichen bewaffneten Auseinandersetzungen sind nach dem Zweiten Weltkrieg vor allem durch Befreiungs- und Unabhängigkeitskriege in Afrika und Asien ab dem Beginn der 1960er Jahre stark angestiegen. Lösungsansätze für diese Entwicklung, wie etwa die Erklärung von Turku, gingen bisher weitestgehend nur von privaten Initiativen aus. Als ein weiteres Problem gilt teilweise die Nichtanwendbarkeit auf friedenserzwingende Einsätze nach Kapitel VII der Charta der Vereinten Nationen.
Nichtstaatliche Bewegungen und Gruppierungen können sich zwar freiwillig und einseitig zur Einhaltung der Bestimmungen des humanitären Völkerrechts verpflichten, jedoch nicht offiziell Vertragspartei der entsprechenden Abkommen werden. Die Ungleichheit der Mittel in solchen Auseinandersetzungen wird als asymmetrische Kriegführung bezeichnet und betrifft Konflikte zwischen regulären Streitkräften eines Staates und nichtstaatlichen Einheiten wie beispielsweise paramilitärischen Milizen oder Guerilla-Verbänden beziehungsweise nicht in militärischen Strukturen organisierten Kämpfern wie Partisanen oder Terroristen. Ein weiteres Problem ist die ungeklärte Rechtsstellung von privaten Sicherheits- und Militärunternehmen im Rahmen des humanitären Völkerrechts und der zunehmende Einsatz solcher Firmen in den Konflikten seit 1990. Das im September 2008 von 17 Ländern verabschiedete Montreux-Dokument, das völkerrechtlich jedoch nicht verbindlich ist, enthält erstmals auf zwischenstaatlicher Ebene ausgearbeitete Empfehlungen für diesen Bereich. Eine 2009 unter dem Titel Interpretive Guidance on the Notion of Direct Participation in Hostilities under International Humanitarian Law erschienene Studie des IKRK befasst sich zudem mit der Frage, welchen Schutz gegen direkte Angriffe des Gegners Zivilisten haben, die selbst an Kampfhandlungen teilnehmen. Den Analysen dieser Studie zufolge müssen Kombattanten von Zivilisten unterschieden werden, die nicht an den Kampfhandlungen teilnehmen, die aber wiederum auch zu unterscheiden sind von Zivilisten, die auf einer individuellen, sporadischen oder unorganisierten Basis an Kämpfen teilnehmen. Die Studie enthält diesbezüglich Empfehlungen, wie das humanitäre Völkerrecht ausgelegt werden sollte und welchen Regeln die Kampfführungsstrategie bewaffneter Streitkräfte dabei folgen sollte.

### Kritik
Durch die Verabschiedung, Verbreitung und Anwendung des humanitären Völkerrechts wurde und wird versucht, im intuitiv oftmals als rechtsfrei empfundenem Zustand des Krieges in verschiedenen Bereichen Regeln aufzustellen, durch die ein Minimum an Schutz realisiert werden soll. Vorhersagbarkeit und Verlässlichkeit von Handlungen und Entscheidungen als Grundvoraussetzungen einer effektiven Rechtsordnung fehlen in einem Krieg jedoch nahezu vollständig. Hinzu kommt der Umstand, dass nach dem in Artikel 2 der Charta der Vereinten Nationen enthaltenen Verbot der Androhung oder Anwendung von Gewalt, von den in Artikel 51 (Selbstverteidigung eines Staates) und in Kapitel VII (friedenserzwingende Maßnahmen) der UN-Charta vorgesehenen Ausnahmen abgesehen, der internationale bewaffnete Konflikt grundsätzlich völkerrechtswidrig ist. Die unter dem Begriff „Verbrechen gegen den Frieden“ zusammengefassten Tatbestände gelten seit den Nürnberger Prozessen 1945/1946 als die „höchsten internationalen Verbrechen“ (supreme international crime). Eine solche Rechtsauffassung zum ius ad bellum („Recht zum Kriege“) führt hinsichtlich der Rechtslogik zu der teilweise als paradox empfundenen Situation, dass mit dem humanitären Völkerrecht als ius in bello („Recht im Kriege“) versucht wird, einen Rechtsrahmen für einen an sich rechtswidrigen Zustand zu definieren.
Trotz aller inhaltlichen und praktischen Unzulänglichkeiten wird als Argument zugunsten des humanitären Völkerrechts vorgebracht, dass seine Existenz und Respektierung Millionen Menschen das Leben gerettet, unnötiges Leid verhindert und die Folgen von kriegerischen Auseinandersetzungen abgemildert hätte. Ein in diesem Zusammenhang wenig beachteter Aspekt ist beispielsweise der mögliche Verzicht auf militärisch sinnlosen Widerstand durch Kapitulation oder kampflose Übergabe bei Aussicht auf eine menschliche Behandlung in Kriegsgefangenschaft oder im Rahmen eines Besatzungsmandats. So hat die beispielhafte Umsetzung der Genfer Kriegsgefangenen-Konvention im Zweiten Weltkrieg durch die Westalliierten nicht nur Millionen von deutschen Soldaten das Leben gerettet. Auch Soldaten der eigenen Streitkräfte blieben wahrscheinlich Tod und Verwundung durch langwierige Rückzugskämpfe der deutschen Truppen und Gegenwehr der deutschen Bevölkerung erspart. Diesen Argumenten gegenübersteht der mehrheitlich als wenig überzeugend angesehene Vorwurf, das humanitäre Völkerrecht mache Kriege erträglicher und damit wahrscheinlicher, indem es die Vorstellung von der Möglichkeit eines „sauberen“ beziehungsweise „menschlichen“ Krieges erzeuge.

### Deutschsprachige Bücher
- Deutsches Rotes Kreuz (Hrsg.): Die Genfer Rotkreuz-Abkommen vom 12. August 1949 und die beiden Zusatzprotokolle vom 10. Juni 1977 sowie das Abkommen betreffend die Gesetze und Gebräuche des Landkrieges vom 18. Oktober 1907 und Anlage (Haager Landkriegsordnung). Achte Auflage. Schriften des Deutschen Roten Kreuzes, Bonn 1988.
- Horst Schöttler, Bernd Hoffmann (Hrsg.): Die Genfer Zusatzprotokolle: Kommentare und Analysen. Osang Verlag, Bonn 1993, ISBN 3-7894-0104-8.
- Jana Hasse, Erwin Müller, Patricia Schneider: Humanitäres Völkerrecht: politische, rechtliche und strafgerichtliche Dimensionen. Nomos-Verlagsgesellschaft, Baden-Baden 2001, ISBN 3-7890-7174-9.
- Hans-Peter Gasser: Humanitäres Völkerrecht. Eine Einführung. Nomos Verlagsgesellschaft, Baden-Baden 2007, ISBN 978-3-8329-2802-5.
- Auswärtiges Amt, Deutsches Rotes Kreuz, Bundesministerium der Verteidigung (Hrsg.): Dokumente zum humanitären Völkerrecht / Documents on International Humanitarian Law. Academia Verlag, Sankt Augustin 2006, ISBN 3-89665-418-7.
- Jakob Kellenberger: Humanitäres Völkerrecht. Huber-Verlag, Frauenfeld/Stuttgart/Wien 2010, ISBN 978-3-7193-1444-6.
- Hans Wolfram Kessler: Nichtletale Waffen im Kriegsvölkerrecht. Schriften zum Völkerrecht, Duncker & Humblot, Berlin 2013, ISBN 978-3-428-14117-3.

### Englischsprachige Bücher
- Geoffrey Best: Humanity in Warfare: The Modern History of the International Law of Armed Conflicts. Columbia University Press, New York 1980, ISBN 0-231-05158-1.
- Dieter Fleck (Hrsg.): The Handbook of International Humanitarian Law. Zweite Auflage. Oxford University Press, Oxford/New York 2008, ISBN 978-0-19-923250-5.
- Frédéric de Mulinen: Handbook on the Law of War for Armed Forces. IKRK, Genf 1987, ISBN 2-88145-009-1.
- International Committee of the Red Cross: Handbook of the International Red Cross and Red Crescent Movement. 13. Auflage. IKRK, Genf 1994, ISBN 2-88145-074-1.
- Leslie C. Green: The Contemporary Law Of Armed Conflict. Juris Publishing, Huntington 2000, ISBN 1-929446-03-9.
- Frits Kalshoven, Liesbeth Zegveld: Constraints on the waging of war: an introduction to international humanitarian law. Dritte Auflage. IKRK, Genf 2001, ISBN 2-88145-115-2; Volltext verfügbar beim Projekt eLibrary Austria
- International Committee of the Red Cross (Hrsg.): Rules of international humanitarian law and other rules relating to the conduct of hostilities. Collection of treaties and other instruments. IKRK, Genf 2005, ISBN 2-88145-014-8.
- Wolff Heintschel von Heinegg, Volker Epping (Hrsg.): International Humanitarian Law Facing New Challenges: Symposium in Honour of Knut Ipsen. Springer, Heidelberg 2007, ISBN 978-3-540-49089-0.

### Zeitschriften, Periodika und Buchreihen
- Yearbook of International Humanitarian Law. Cambridge University Press, ISSN 1389-1359.
- International Review of the Red Cross. International Committee of the Red Cross / Cambridge University Press, ISSN 1560-7755.
- Humanitäres Völkerrecht – Informationsschriften. The Journal of International Law of Peace and Armed Conflict. DRK-Generalsekretariat und Institut für Friedenssicherungsrecht und Humanitäres Völkerrecht (IFHV) der Ruhr-Universität Bochum, ISSN 0937-5414.
- Bochumer Schriften zur Friedenssicherung und zum Humanitären Völkerrecht. Institut für Friedenssicherungsrecht und Humanitäres Völkerrecht der Ruhr-Universität Bochum.
- Bofaxe. Schriftenreihe zum humanitären Völkerrecht. Herausgegeben vom Institut für Friedenssicherungsrecht und Humanitäres Völkerrecht der Ruhr-Universität Bochum.

### Artikel
- René Kosirnik: The 1977 Protocols: A Landmark in the Development of International Humanitarian Law. In: International Review of the Red Cross. 320/1997. IKRK, S. 483–505, ISSN 1560-7755.
- Karma Nabulsi: The Modern Laws of War from 1874 to 1949. In: Traditions of War. Occupation, Resistance and The Law. Oxford University Press, Oxford / New York 1999, ISBN 0-19-829407-7, S. 4–19.
- Jean-Philippe Lavoyer, Louis Maresca: The Role of the ICRC in the Development of International Humanitarian Law. In: International Negotiation. 4(3)/1999. Brill Academic Publishers, S. 503–527, ISSN 1382-340X.
- François Bugnion: The Geneva Conventions of 12 August 1949: from the 1949 Diplomatic Conference to the Dawn of the New Millennium. In: International Affairs. 76(1)/2000. Blackwell Publishing, S. 41–50, ISSN 0020-5850.
- Howard S. Levie: History of the Law of War on Land. In: International Review of the Red Cross. 838/2000. IKRK, S. 339–350, ISSN 1560-7755.
- Dietrich Schindler: International Humanitarian Law: Its Remarkable Development and its Persistent Violation. In: Journal of the History of International Law. 5(2)/2003. Brill Academic Publishers, S. 165–188, ISSN 1388-199X